# Anna Lehr
Anna Lehr,   (New York, 17 novembre 1890 – Santa Monica, 22 gennaio 1974), è stata un'attrice statunitense che lavorò nel cinema all'epoca del muto.
Fu sposata dal 1908 al 1921 al regista Edwin McKim. Dalla loro unione nacque una figlia che sarebbe diventata nota come attrice con il nome di Ann Dvorak.

## Filmografia
- The Chaperon - cortometraggio (1912)
- Belligerent Benjamin - cortometraggio (1912)
- The Call of the Blood - cortometraggio (1912)
- The Little Music Teacher - cortometraggio (1912)
- The Simple Life - cortometraggio (1912)
- The Tree Imp - cortometraggio (1912)
- Bedelia and the Newlyweds - cortometraggio (1912)
- Victory, regia di J. Parker Read Jr. - cortometraggio 1913)
- The Stranglers of Paris, regia di James Gordon (1913)
- Should a Woman Divorce? , regia di Edwin McKim (1914)
- Heritage, regia di Robert Z. Leonard (1915)
- Mein Friendt Schneider, regia di Murdock McQuarrie - cortometraggio (1915)
- The Kiss of Dishonor, regia di Norval MacGregor - cortometraggio (1915)
- Colorado, regia di Norval MacGregor (1915)
- The White Scar, regia di Hobart Bosworth e Ulysses Davis (1915)
- The Target
- Civilization's Child, regia di Charles Giblyn (1916)
- The Bugle Call, regia di Reginald Barker
- Parentage, regia di Hobart Henley (1917)
- Grafters, regia di Arthur Rosson (1917)
- The Other Woman, regia di Albert Parker (1918)
- My Own United States, regia di John W. Noble (1918)
- Men, regia di Perry N. Vekroff (1918)
- The Yellow Ticket, regia di William Parke (1918)
- Laughing Bill Hyde, regia di Hobart Henley (1918)
- The Birth of a Race, regia di John W. Noble (1918)
- For Freedom, regia di Frank Lloyd (1918)
- Thunderbolts of Fate, regia di Edward Warren (1919)
- The Jungle Trail, regia di Richard Stanton (1919)
- Upside Down, regia di Lawrence C. Windom (1919)
- Home Wanted, regia di Tefft Johnson (1919)
- The Open Door, regia di Dallas M. Fitzgerald (1919)
- The Darkest Hour, regia di Paul Scardon (1919)
- The Veiled Marriage, regia di Kenean Buel (1920)
- Chains of Evidence, regia di Dallas M. Fitzgerald (1920)
- A Child for Sale, regia di Ivan Abramson (1920)
- The Valley of Doubt, regia di Burton George (1920)
- The Truth About Husbands, regia di Kenneth S. Webb (1920)
- Cheated Hearts, regia di Hobart Henley (1921)
- The Cradle, regia di Paul Powell (1922)
- Mr. Barnes of New York, regia di Victor Schertzinger (1922)
- Ruggles of Red Gap, regia di James Cruze (1923)
- Jesus of Nazareth, regia di Jean Conover (1928)
- Gli invincibili (Unconquered), regia di Cecil B. DeMille (1947)